# Eiréné

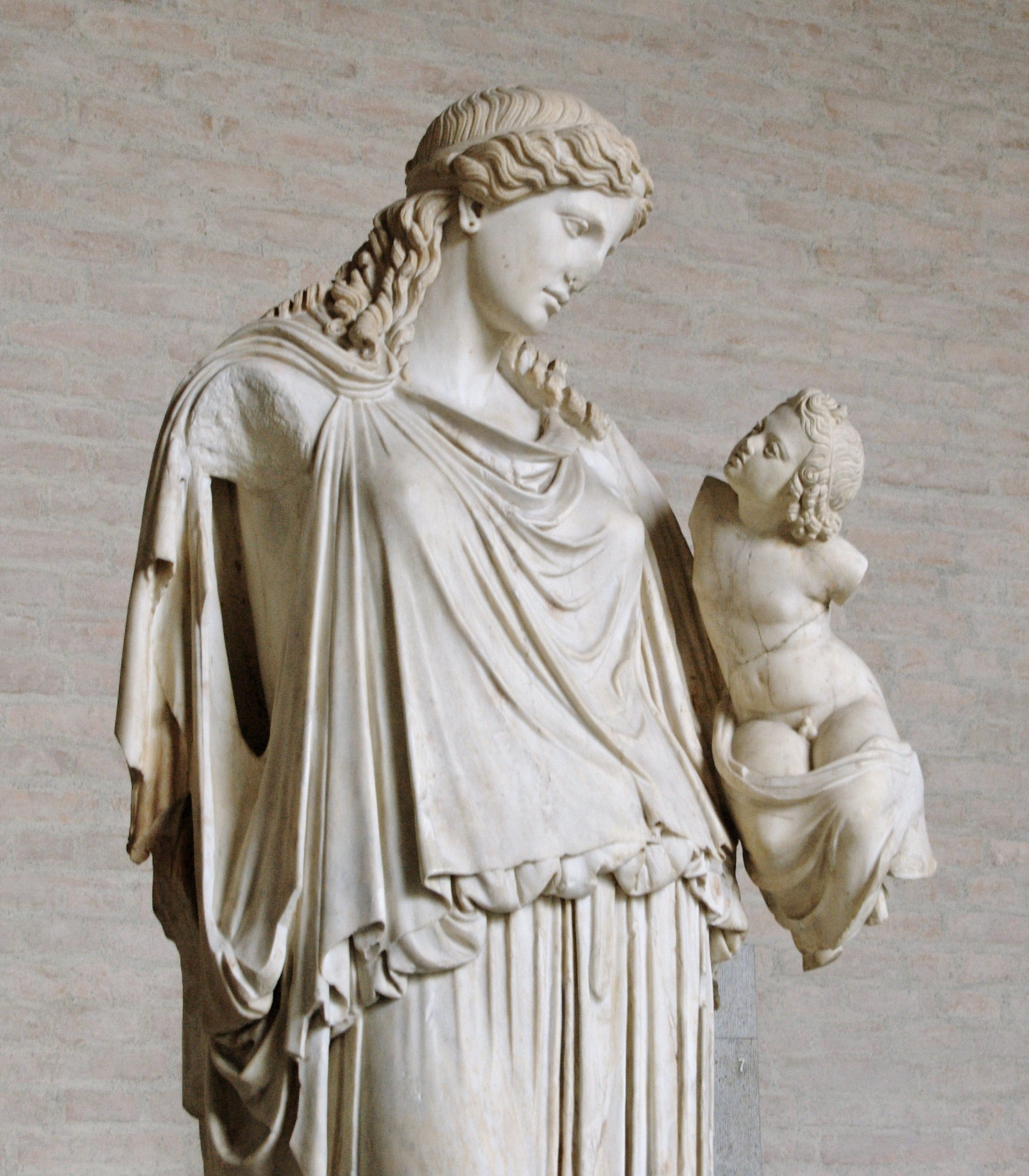
Eiréné s malým Ploutem: Římská kopie v Agoře, Athény

Eiréné (v řečtině Εἰρήνη) je řecká bohyně míru a jara, také hlídala vchody do nebe. V antickém umění byla znázorňována jako krásná žena, která přináší hojnost, vládu a pochodeň. Také se často objevuje ve společnosti svých sester. V Římě jí odpovídala bohyně Pax.